# Beihe, Hebei
Beihe är en socken i Kina. Den ligger i provinsen Hebei, i den norra delen av landet, omkring 210 kilometer sydväst om huvudstaden Peking. Antalet invånare är 6 468. Befolkningen består av 3 090 kvinnor och 3 378 män. Barn under 15 år utgör 19,0 %, vuxna 15-64 år 70 %, och äldre över 65 år 10,0 %.
Runt Beihe är det tätbefolkat, med 397 invånare per kvadratkilometer. Närmaste större samhälle är Chande, 7,7 km öster om Beihe. Trakten runt Beihe består till största delen av jordbruksmark.
Genomsnittlig årsnederbörd är 675 millimeter. Den regnigaste månaden är juli, med i genomsnitt 200 mm nederbörd, och den torraste är januari, med 3 mm nederbörd.